# Cyrtarachne simplex
Cyrtarachne simplex là một loài nhện trong họ Araneidae.
Loài này thuộc chi Cyrtarachne. Cyrtarachne simplex được Ferdinand Karsch miêu tả năm 1878.